# Black Box Recorder
I Black Box Recorder sono stati un gruppo musicale britannico, formatosi nel 1998 e composto da Luke Haines, John Moore e Sarah Nixey.

## Storia
L'album di debutto dei Black Box Recorder, intitolato England Made Me, è stato pubblicato nel 1998 ed è stato promosso dai singoli Child Psychology e England Made Me, arrivati rispettivamente all'80ª e all'82ª posizione della Official Singles Chart. È stato seguito due anni dopo da The Facts of Life, 37 nella Official Albums Chart, e Passionoia nel 2003: grazie ad essi il gruppo ha piazzato altri tre singoli nella classifica nazionale, tra cui The Facts of Life in top twenty, alla numero 20. Pur non annunciandolo ufficialmente, a metà anni 2000 sono entrati in pausa per poi tornare, sotto il nome The Black Arts, in occasione del brano natalizio Christmas Number One in collaborazione con gli Art Brut. Nel 2009 si sono esibiti come headliner per la prima volta in cinque anni. Per il medesimo anno era in programma un album, ma questo non è mai stato realizzato e l'anno successivo si sono sciolti subito dopo la pubblicazione di un ultimo singolo, Keep It in the Family / Do You Believe in God.

## Discografia

### Album in studio
- 1998 – England Made Me
- 2000 – The Facts of Life
- 2003 – Passionoia

### Raccolte
- 2001 – The Worst of Black Box Recorder

### Singoli
- 1998 – Child Psychology
- 1998 – England Made Me
- 2000 – The Facts of Life
- 2000 – The Art of Driving
- 2003 – These Are the Things
- 2003 – The School Song
- 2010 – Keep It in the Family / Do You Believe in God?